# 普埃洛湖國家公園

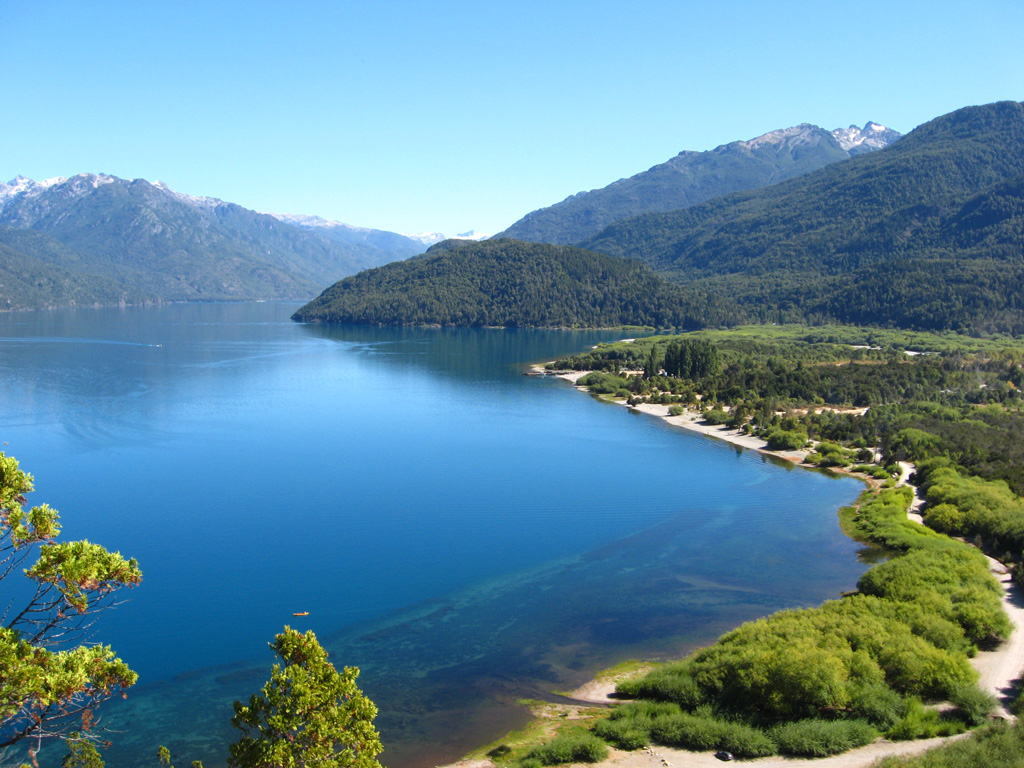

普埃洛湖國家公園（西班牙語：Parque nacional Lago Puelo）是阿根廷丘布特省的國家公園，位於該國中南部，毗鄰與智利接壤的邊境，面積277平方公里，成立於1971年10月11日。

## 外部連結
- Administración de Parques Nacionales — National Parks Administration of Argentina (in Spanish and English)

42°52′00″S 71°52′00″W / 42.8667°S 71.8667°W